# Whistler, British Columbia
Whistler este o localitate în regiunea Whistler-Blackcomb, districtul Squamish-Lillooet, una dintre mai renumite locuri de schi din vestul Canadei. El se află la ca. 115 km nord-est de Vancouver, British Columbia, localitatea fiind numită după munții din regiune Whistler Mountain și Blackcomb Peak.